# Melbourne Középiskola (Melbourne, Florida)
Melbourne Középiskola vagy Mel-Hi egy állami középiskola a Florida állambeli Melbourne városában. A középiskolát a Brevard Állami Iskolák (Brevard Public Schools) nevű szervezet működteti. Az iskola igazgatója Jim Willcoxon.

## Történelme
Az eredeti iskolát 1919-ben építették New Haven Avenue-ben. Most már a Henegar Center-ben van.
1948-ban a régi Eau Gallie Középiskola Pineapple Avenue-ben bezárt. A nebulók a Melbourne Középiskolába kerültek.

## Atlétika
Az iskola kabalaállatja a buldog. Az iskola riválisai a Satellite Középiskola, Eau Gallie Középiskola és a Palm Bay Középiskola.

## Híres emberek

### Alumni
- Robbin Thompson
- Lee Nelson
- Darrell Hammond
- Bill Nelson
- Bruce Bochy
- Jorja Fox

### Tanárok
- Joseph M. Acaba

## Fordítás
- Ez a szócikk részben vagy egészben  a   Melbourne High School (Melbourne, Florida) című angol Wikipédia-szócikk fordításán alapul.  Az eredeti cikk szerkesztőit annak laptörténete sorolja fel. Ez a jelzés csupán a megfogalmazás eredetét és a szerzői jogokat jelzi, nem szolgál a cikkben szereplő információk forrásmegjelöléseként.